# Trébol Gas
La Corporación Trébol Gas es una compañía petrolera privada venezolana con base en Caracas. Fue la primera empresa privada que se le permitió operar en Venezuela desde la nacionalización petrolera en 1976, siendo registrada en 1998 con el N.º 001.
Para diversificar las ganancias debido al control estatal del precio de la gasolina, en 1999 estableció un convenio con la empresa Venoco para la fabricación de lubricantes y fluidos para frenos, refrigerantes y limpiaparabrisas. Luego desarrolló un proyecto para el establecimiento de tiendas de conveniencias en la mayoría de sus estaciones de servicio.
El presidente de la corporación, Domingo Negrín intentó que se reconsideraran los precios de la gasolina, porque según él eran muy bajos.
Trébol Gas logró posicionarse como la primera de las surtidoras de gasolinas privadas venezolanas, al controlar el 17% del mercado hasta 2008. Alcanzó una red de 320 estaciones de servicio, sus principales rivales fueron PDV y Llano Petrol.
En 2008 se especuló sobre la posible desaparición de las compañías petroleras privadas de Venezuela, específicamente en el sector de los mayoristas (estaciones de servicio), que luego fue confirmado, Trébol Gas creó una empresa conjunta con mayoría accionaria del Estado venezolano para evitar su desaparición.